# Riggins
Riggins – miasto w Stanach Zjednoczonych, w stanie Idaho, w hrabstwie Idaho.